# Nikodem Dyzma (phim)
Nikodem Dyzma là một bộ phim hài hước của đạo diễn Jan Rybkowski, chuyển thể từ tiểu thuyết Đường công danh của Nikodem Dyzma, ra mắt lần đầu năm 1956.

## Nội dung
Nikodem Dyzma vốn dĩ chỉ là một anh thủ thư quèn, sống ở một thị trấn nhỏ miền Nam Ba Lan. Thế rồi một ngày nọ anh ta quyết định lên thủ đô Warsaw (vào giai đoạn trước Thế chiến II, thủ đô Ba Lan nằm ở một tỉnh miền Đông, được gọi là Kresy) thử vận may.
Khi đang lang thang ở một ga đường sắt Warsaw, Nikodem tình cờ nhặt được một thiếp mời tới dự tiệc ở tư gia một quan chức cấp cao, bụng đang đói mà tiền thì hết, anh ta đánh liều mò tới. Trong lúc khách khứa ra vào tấp nập, không ai để ý tới một gã ăn mặc bảnh bao đang khệ nệ bưng một đĩa salad to và chén lấy chén để. Thình lình có một người to béo đi qua, vô tình huých khuỷu tay làm cái đĩa thức ăn đầy ắp tuột khỏi tay gã Nikodem may mắn rơi tung tóe xuống sàn, giật mình ngoảnh lại với bộ mặt cáu bẳn, Nikodem chớp lời: "Đồ thổ tả !", gã kia hoảng hồn xin lỗi rối rít.
Chẳng ngờ câu buột miệng ấy đã thay đổi cả đời Nikodem Dyzma. Tên béo vốn là Đổng lý Văn phòng Thủ tướng, khét tiếng cửa quyền, hách dịch, bọn quan chức thấp cổ bé họng chẳng ai ưa. Bởi vậy bỗng đâu có kẻ nhiếc hắn, bọn họ vô cùng hởi lòng hởi dạ, vội xúm vào bắt chuyện làm quen với gã trai nọ. Cũng từ buổi tiệc ấy, Nikodem Dyzma đã nhanh chóng kết thân được với một điền chủ giàu nhất miền Đông. Đó là lão Kunicki.
Lầm tưởng Nikodem là một "nhân vật tiếng tăm" nào đó, sẵn muốn gia tăng mối lợi, Kunicki đã ra sức vời Nikodem về làm quản lý nông trang cho mình. Từ đây, con đường "nở mày nở mặt" đã rộng rãi sáng sủa trước mặt anh chàng Nikodem Dyzma mắn số, hết cô con gái yêu lại đến cô vợ trẻ của lão Kunicki - Nina - lần lượt phải lòng y. Dần dần, nhờ những mối thân quen xoay quanh nhà Kunicki và biết tận dụng mọi cơ hội vừa đến, Nikodem Dyzma - anh chàng bưu tá nghèo nhất thiên hạ đã ngoi lên tới vị trí đỉnh cao trong bộ máy quyền lực nước Cộng hòa Ba Lan và chỉ chút nữa thôi là chiếc ghế Thủ tướng đã thuộc về anh ta.

## Diễn viên
- Adolf Dymsza (Nikodem Dyzma)
- Urszula Modrzyńska (Zula)
- Tadeusz Gwiazdowski (Gabryś, "sąsiad" Dyzmy spod mostu Poniatowskiego, potem jego lokaj)
- Kazimierz Fabisiak (Leon Kunicki),
- Ewa Krasnodębska (Nina Kunicka)
- Lech Madaliński (pułkownik Wareda)
- Andrzej Bogucki (Władysław Jaszuński, minister rolnictwa)
- Edward Dziewoński (Jan Ulanicki, wiceminister rolnictwa)
- Stanisław Milski (Owsik, właściciel dancingu "Gigolo")
- Kazimierz Wilamowski (dyrektor Terkowski)
- Tadeusz Fijewski (Jarec, nadinspektor policji)
- Halina Dobrowolska (córka Kunickiego)
- Zygmunt Chmielewski (prezes Artur Rakowiecki)
- Krystyna Ciechomska (prezesowa Rakowiecka)
- Jerzy Bielenia (piosenkarz śpiewający piosenkę "Byczo będzie")
- Antoni Biliczak
- Bolesław Bolkowski
- Seweryn Butrym (redaktor)
- Adam Daniewicz
- Edmund Fetting (gość na balu)
- Aleksander Gąssowski (premier)
- Urszula Hałacińska
- Zbigniew Jabłoński (dyrektor Wandryszewski, urzędnik Państwowego Banku Zbożowego)
- Emil Karewicz (Melonek, komisarz policji)
- Lidia Korsakówna (prostytutka w restauracji)
- Stanisław Kwaskowski
- Barbara Leleniewska
- Małgorzata Lorentowicz (generałowa Dobicińska)
- Karol Leszczyński
- Zdzisław Lubelski (właściciel restauracji)
- Ludmiła Łączyńska(hrabina Koniecpolska)
- Jan Łopuszniak
- Helena Makowska (hrabina Czarska)
- Józef Matuszewski
- Jerzy Michalewicz
- Henryk Modrzewski (urzędnik Państwowego Banku Zbożowego)
- Leon Niemczyk (tłumacz mister Coxa)
- Maria Nowotarska
- Janina Niczewska
- Władysław Osto-Suski (mężczyzna podlizujący się Terkowskiemu)
- Kazimierz Pawłowski (mister Cox)
- Eugeniusz Solarski
- Jarema Stępowski (radca, wysłannik pana prezydenta)
- Władysław Staszewski (dyrektor departamentu)
- Janusz Ściwiarski
- Wanda Stanisławska (dama z towarzystwa)
- Tadeusz Samogi (porucznik, podwładny Waredy)
- Zofia Szancerowa
- Józef Teryks
- Władysław Olszyn
- Jerzy Walden
- Lidia Wysocka (piosenkarka śpiewająca piosenkę o Dyzmie)
- Kazimierz Wichniarz (członek świty Waredy)
- Stefan Witas (kierownik sklepu)
- Zygmunt Zintel (Ignacy, pianista na dancingu "Gigolo")
- Stanisław Bareja (kamerdyner Kunickiego)
- Ryszard Filipski (złodziej)
- Eugenia Herman (sekretarka Dyzmy w Państwowym Banku Zbożowym)
- Czesław Lasota (obserwator pojedynku zapaśników)
- Teresa Lipowska (kobieta towarzysząca w restauracji złodziejowi)
- Gustaw Lutkiewicz (policjant)
- Katarzyna Łaniewska (dziewczyna spod mostu Poniatowskiego)
- Roman Polański (boy na przyjęciu w Hotelu Europejskim)
- Ryszard Ronczewski (mężczyzna na schodach mostu Poniatowskiego)
- Mieczysław Stoor
- Zdzisław Szymański
- Tadeusz Teodorczyk (strażnik w Państwowym Banku Zbożowym)
- Edward Wichura (dziennikarz)